# Slepe miši (Fragonard)
Slepe miši (francosko: Le collin maillard) je slika francoskega rokokojskega slikarja Jeana-Honoréja Fragonarda, ki je nastala okoli leta 1750. Hrani jo Muzej umetnosti v Toledu v zvezni državi Ohio v Združenih državah Amerike, ki jo je kupil s sredstvi Libbey Endowment, darilo proizvajalca stekla Edwarda Libbeya, ki je muzej ustanovil leta 1901.
Umetnik je v letih 1775–1780 ustvaril še eno delo z istim naslovom. Obe sliki sta bili v 18. stoletju izdelani v gravuri, kar kaže nato, da sta bili morda prvotno bolj pomembni. 

## Ozadje in vsebina
Slika je polna prevar - deklica gleda izpod oči in igra se zdi izgovor, ki vodi v zapeljevanje; obe figuri sta v kmečki noši, lahko pa sta plemiški ali meščanski figuri, ki se igrata kot pastoralni figuri; zdi se, da je ozadje leseno, morda bi lahko bil oder. Skratka, zdi se, da odpravlja mejo med resnico in lažjo, resničnostjo in fikcijo.
Muzej umetnosti Toledo, kjer hranijo sliko, opisuje delo: »Igrivo erotično in čutno naslikan prizor Jeana-Honoréja Fragonarda kaže mladostno spogledovanje in izpolnjuje aristokratski francoski okus po romantični pastoralni tematiki 18. stoletja. Liki so lepo oblečeni v rustikalna, a neverjetno čista in modna oblačila; ženski čevlji imajo celo elegantne paščke«. 
Slika naj bi spremljala sliko Guganje (1750) , ki jo trenutno hrani muzej Thyssen-Bornemisza v Madridu. Obe sta naslikani v slogu in duhu Fragonardovega mojstra Françoisa Boucherja. Boucherjev slog lahko opazimo v okrasnih razcvetenih cvetovih in drevesih. Vendar je Fragonardova lastna spretnost morda videti v sijajni sestavi. Slika Slepe miši je lahko metafora za dvorjenje, medtem ko bi Guganje očitno predstavljalo metaforo samega dejanja ljubezni.